# Veículo híbrido hidráulico
Os veículos híbridos hidráulicos (ou híbridos pneumáticos) utilizam duas fontes motrizes: um motor a combustão interna e uma bomba hidráulica que utiliza/armazena energia pneumática em um acumulador pneumático-hidráulico.

## Vantagens
Apresenta vantagens em relação aos veículo híbridos elétricos pois tem menores custos de produção/manutenção.
A economia de combustível fóssil decorre de três fatores fundamentais:
1. freios regenerativos: quando ocorre uma frenagem, parte da energia cinética é armazenada no fluido pressurizado;
2. desligamento do motor a combustão em circunstâncias nas quais a potência fornecida pelo fluido pressurizado é suficiente;
3. funcionamento do motor a combustão em faixas de rotação mais eficientes[5] [6].

Em 2009, alguns desses veículos foram testados em empresa de entrega de encomendas norte-americana.
Em março de 2013, a PSA Peugeot Citroën (atual Stellantis) apresentou dois protótipos híbridos hidráulicos (versões do C3 e do Peugeot 208) no Salão do Automóvel de Genebra, e previu produção comercial para o ano de 2016 .